# Ludovika Kalan
Ludovika Kalan, slovenska pesnica, prevajalka, prosvetna delavka, * 24. avgust 1900, Šempeter na Krasu, † 17. maj 1983, Koper.

## Življenje in delo
V Ljubljani je končala učiteljišče in nato tri leta poučevala v Palčju. Tu je ustanovila tri pevske zbore: cerkvenega, društvenega in šolskega. Ker se je uprla zahtevi fašističnih oblasti, da ponovi maturo na italijanskem učiteljišču, so jo odpustili iz službe. Do leta 1943, ko so jo predstavniki Osvobodilne fronte prosili, da obnovi osnovno šolo v Pivki je bila zasebna učiteljica. Ker se je v partizansko šolo prijavilo preko sto otrok je pritegnila k delu več deklet in jih po pouku strokovno usposabljala. Šolo v Pivki je vodila do leta 1947, nato je do decembra 1950 poučevala v Portorožu in nazadnje do leta 1963, ko se je upokojila, vodila v Piranu prvo slovensko osnovno šolo. 
Pesmi je začela pisati že kot dijakinja učiteljišča. Objavljala jih je v Jugoslovanskem učiteljiščniku, v tržaški Jadranki in Razgledih ter drugih listih. V samozaložbi je izdala dve pesniški zbirki: V pozni jeseni (1970) in na obali (1971). Več njenih pesmi so uglasbili Janez Kuhar, Peter Lipar, Rado Simoniti in  Pavel Šivic. . Njena bibliografija obsega 14 zapisov.

## Izbrana bibliografija
- Izbor pesmi ob 110-letnici njenega rojstva / Ludovika Kalan (COBISS)
- Zvončki: mladinski zbor (COBISS)